# Campeonato Carioca de Futebol de 1967
O Campeonato Carioca de Futebol de 1967 foi a 69.ª edição do torneio, vencido pelo Botafogo. O governador Negrão de Lima suspendeu a gratuidade de ingressos para sócios dos clubes, o que colaborou para aumentar a média de pagantes de 12.370 na edição passada para 15.316, embora os menores tenham tido direito à gratuidade nas partidas.

## Final
Botafogo 2 x 1 Bangu
Local: Maracanã – Rio de Janeiro (GB)
Renda: Ncr$ 220.902,00 (Recorde do campeonato)
Público: 111.641 – Menores 19.770
Árbitro: Antonio Viug
Gols: Roberto 12’, Mário 51’, Gérson 67’
Botafogo: Manga, Paulistinha, Zé Carlos, Leônidas e Valtencir; Carlos Roberto e Gérson; Rogério, Roberto, Jairzinho e Paulo César. 
Técnico: Zagallo.
Bangu: Ubirajara, Cabrita, Mário Tito, Luís Alberto e Ari Clemente; Jaime e Ocimar; Paulo Borges, Mário, Del Vecchio, Aladim. 
Técnico: Plácido Monsores.

## Classificação

### Turno classificatório
Os oito primeiros colocados estão classificados para o turno final.
| Classificação | Classificação | Classificação | Classificação | Classificação | Classificação | Classificação | Classificação | Classificação | Classificação |
| Pos           | Time          | PG            | J             | V             | E             | D             | GP            | GS            | SG            |
| ------------- | ------------- | ------------- | ------------- | ------------- | ------------- | ------------- | ------------- | ------------- | ------------- |
| 1             | Botafogo      | 19            | 11            | 9             | 1             | 1             | 17            | 7             | +10           |
| 2             | Bangu         | 18            | 11            | 9             | 0             | 2             | 21            | 10            | +11           |
| 3             | Fluminense    | 15            | 11            | 7             | 1             | 3             | 19            | 11            | +8            |
| 4             | Flamengo      | 13            | 11            | 6             | 1             | 4             | 19            | 16            | +3            |
| 5             | Olaria        | 12            | 11            | 6             | 0             | 5             | 16            | 14            | +2            |
| 6             | Vasco da Gama | 11            | 11            | 5             | 1             | 5             | 21            | 14            | +7            |
| 6             | America       | 11            | 11            | 5             | 1             | 5             | 17            | 14            | +3            |
| 6             | Campo Grande  | 11            | 11            | 3             | 5             | 3             | 12            | 14            | -2            |
| 9             | Bonsucesso    | 10            | 11            | 4             | 2             | 5             | 13            | 13            | 0             |
| 10            | Madureira     | 8             | 11            | 3             | 2             | 6             | 10            | 18            | -8            |
| 11            | Portuguesa    | 3             | 11            | 1             | 1             | 9             | 5             | 21            | -16           |
| 12            | São Cristóvão | 1             | 11            | 0             | 1             | 10            | 7             | 25            | -18           |

### Turno final
| Classificação | Classificação | Classificação | Classificação | Classificação | Classificação | Classificação | Classificação | Classificação | Classificação |
| Pos           | Time          | PG            | J             | V             | E             | D             | GP            | GS            | SG            |
| ------------- | ------------- | ------------- | ------------- | ------------- | ------------- | ------------- | ------------- | ------------- | ------------- |
| 1             | Botafogo      | 13            | 7             | 6             | 1             | 0             | 13            | 4             | +9            |
| 2             | Bangu         | 12            | 7             | 6             | 0             | 1             | 17            | 6             | +11           |
| 3             | Fluminense    | 9             | 7             | 4             | 1             | 2             | 15            | 10            | +5            |
| 4             | America       | 6             | 7             | 2             | 2             | 3             | 3             | 6             | -1            |
| 5             | Vasco da Gama | 5             | 7             | 1             | 3             | 3             | 6             | 8             | -2            |
| 6             | Flamengo      | 4             | 7             | 1             | 2             | 4             | 10            | 14            | -4            |
| 6             | Campo Grande  | 4             | 7             | 1             | 2             | 4             | 5             | 14            | -9            |
| 8             | Olaria        | 3             | 7             | 1             | 1             | 5             | 3             | 12            | -9            |